# Libyastus piger
Libyastus piger är en loppart som först beskrevs av Jordan 1925.  Libyastus piger ingår i släktet Libyastus och familjen fågelloppor. Inga underarter finns listade i Catalogue of Life.